# 92 Pułk Piechoty (austro-węgierski)

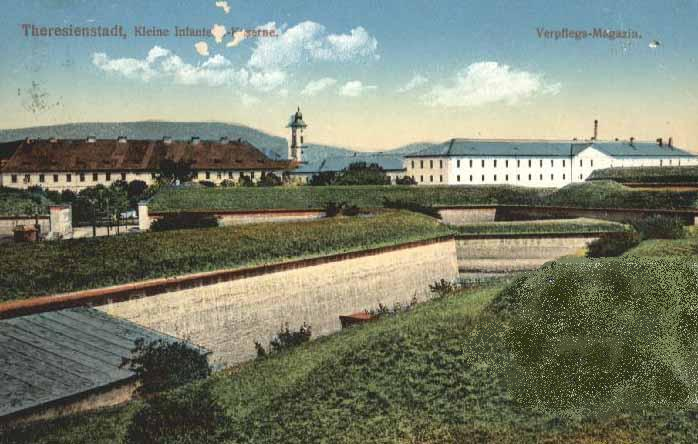
Koszary piechoty w Theresienstadt

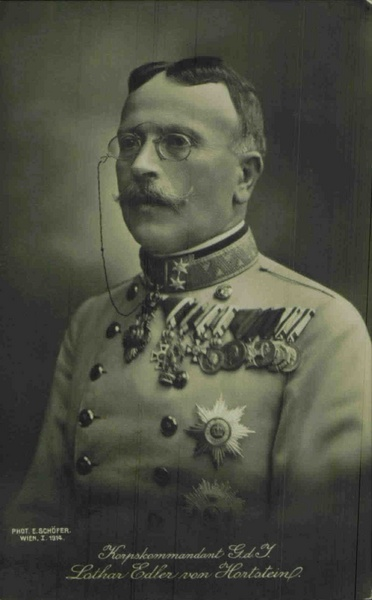
Szef pułku gen. piech. Lothar von Hortstein

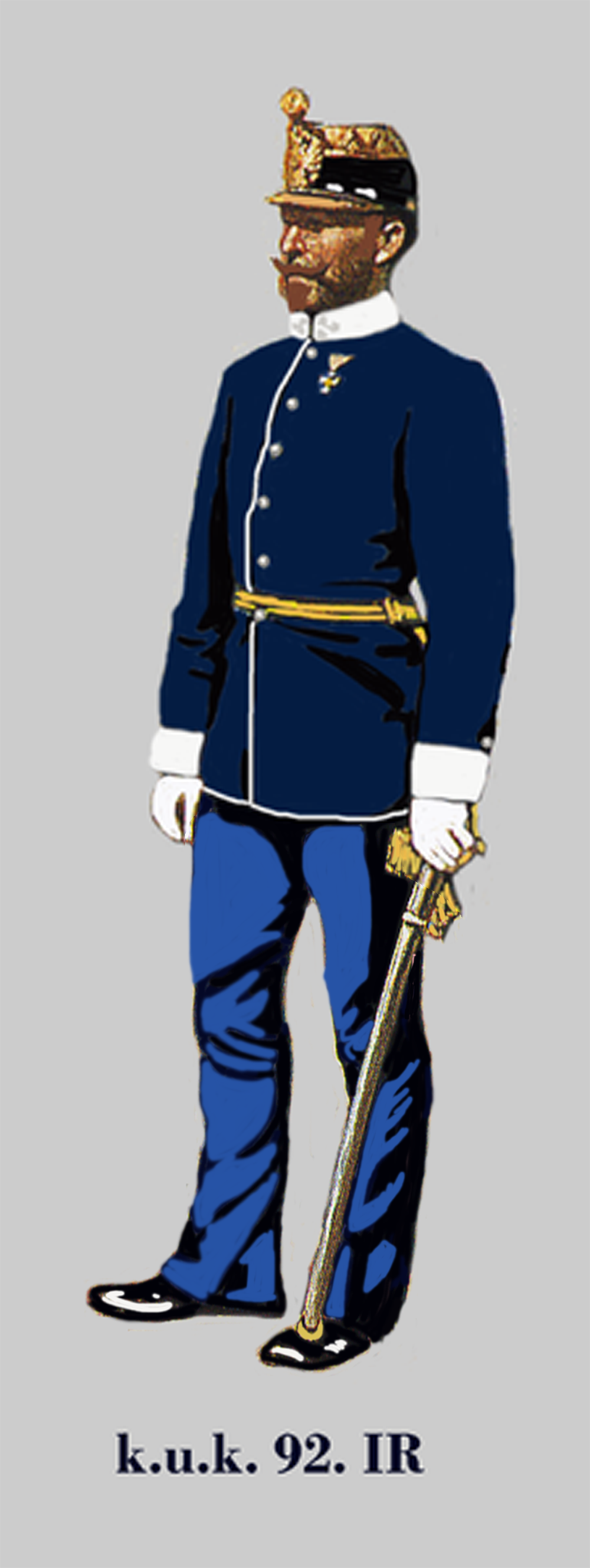
Kapitan IR. 92 w mundurze paradnym

Czeski Pułk Piechoty Nr 92 (IR. 92) – pułk piechoty cesarskiej i królewskiej Armii. 

## Historia pułku
Pułk został utworzony 1 stycznia 1883 roku w Josephstadt (obecnie dzielnica Jaroměř) z połączenia czterech batalionów wchodzących dotąd w skład pułków piechoty nr: 12, 36, 42 i 74.
Okręg uzupełnień Chomutov (niem. Komotau) na terytorium 9 Korpusu.
Kolejnymi szefami pułku byli generałowie piechoty: Gustav von König (1883 – †17 VII 1909), Mansuet Versbach von Hadamar (1910 – †9 XII 1912) i Lothar von Hortstein (1912-1918).
Swoje święto pułk obchodził 28 czerwca w rocznicę bitwy pod Czeską Skalicą stoczonej w 1866 roku.
Kolory pułkowe: biały, guziki srebrne. Skład narodowościowy w 1914 roku 80% – Niemcy.
W latach 1903–1909 komenda pułku razem z 2. i 4. batalionami stacjonowała w Terezinie (niem. Theresienstadt), 1. batalion przebywał w Chomutovie, a 3. batalion w okręgu uzupełnień w Kadniu.
W latach 1910–1914 komenda pułku razem z 3. i 4. batalionami stacjonowała w Terezinie, 1. batalion w Chomutovie, a 2. batalion był detaszowany w Sarajewie. W 1914 roku 2. batalion został przeniesiony do Hercegowiny do miasta Kalinovik.
W 1914 roku pułk (bez 2. batalionu) wchodził w skład 57 Brygady Piechoty w Terezinie należącej do 29 Dywizji Piechoty, natomiast 2. batalion wchodził w skład 10 Brygady Górskiej należącej do 48 Dywizji Piechoty.
W czasie I wojny światowej wszystkie bataliony walczyły na froncie bałkańskim w składzie 2 Armii i 6 Armii (2. batalion).

## Komendanci pułku
- płk Karl Went von Römö (1883[1]–1887 → komendant 5 Brygady Piechoty[6])
- płk Joseph Karl Beroldingen (1887[7]–1892 → komendant 2 Brygady Piechoty[8])
- płk Alfons Makowiczka (1892[9] – 1896 → komendant 13 Brygady Piechoty)
- płk Anton Angerholzer von Almburg (od 1896)
- płk Leo Lederle (1903–1904)
- płk Calixtus Ritter Winnicki von Radziewicz (1905–1909 → komendant 21 Brygady Piechoty)
- płk Karl Wojtêchowsky Edler von Broddenritt (1909–1913 → komendant 22 Brygady Piechoty[10])
- płk Wilhelm von Reinöhl (1913–1914[2])